# 撕蛙鱷屬
撕蛙鱷屬（屬名：Batrachotomus）是三疊紀副鳄形类的一屬，化石發現於德國，地質年代相當於2億4200萬到2億3700萬年前，相當於三疊紀中期的拉丁尼階。撕蛙鱷是種大型肉食性動物，四足採直立步態，因此牠們行動較為靈活；撕蛙鱷的背部中線有兩排平坦鱗甲（皮內成骨）。撕蛙鱷可能是迅猛鱷的近親，迅猛鱷生存於較晚時期，與最早的恐龍生存於相同時期。
撕蛙鱷被命名時，被推測會以同時代的大型兩棲動物為食，因此屬名在古希臘文意為「青蛙撕裂」。

## 敘述

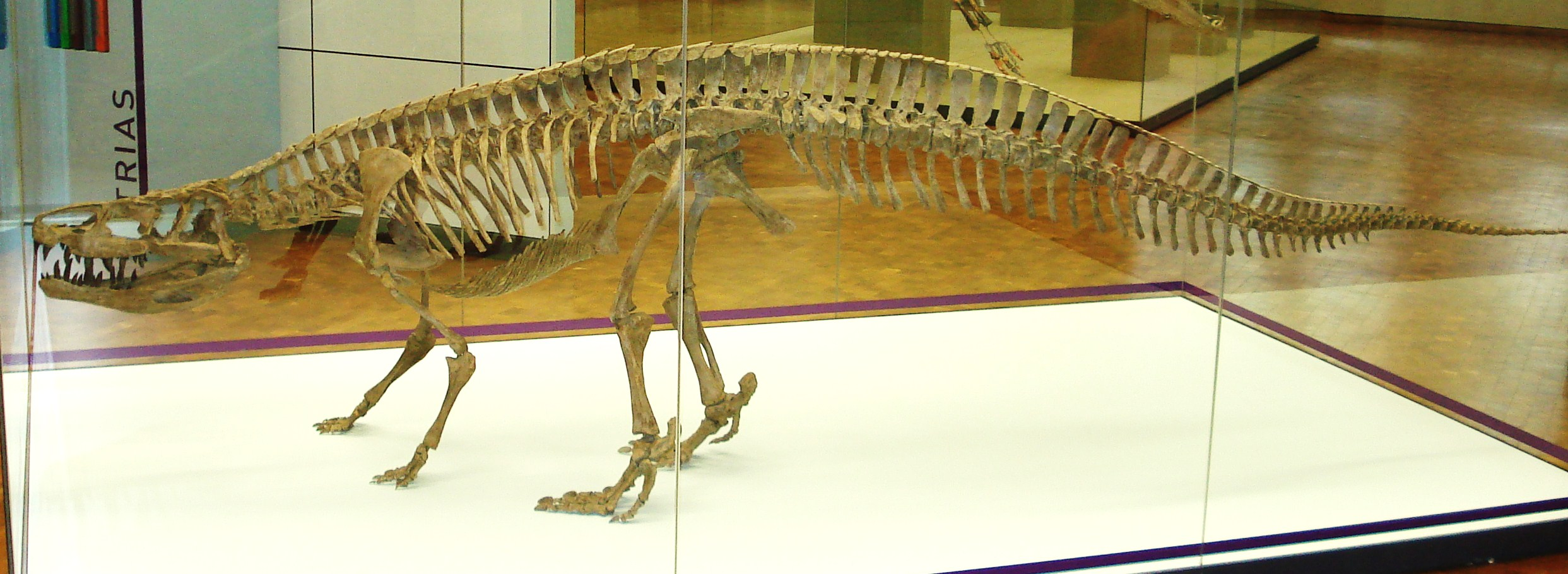
撕蛙鱷的骨架模型，斯圖加特自然史博物館

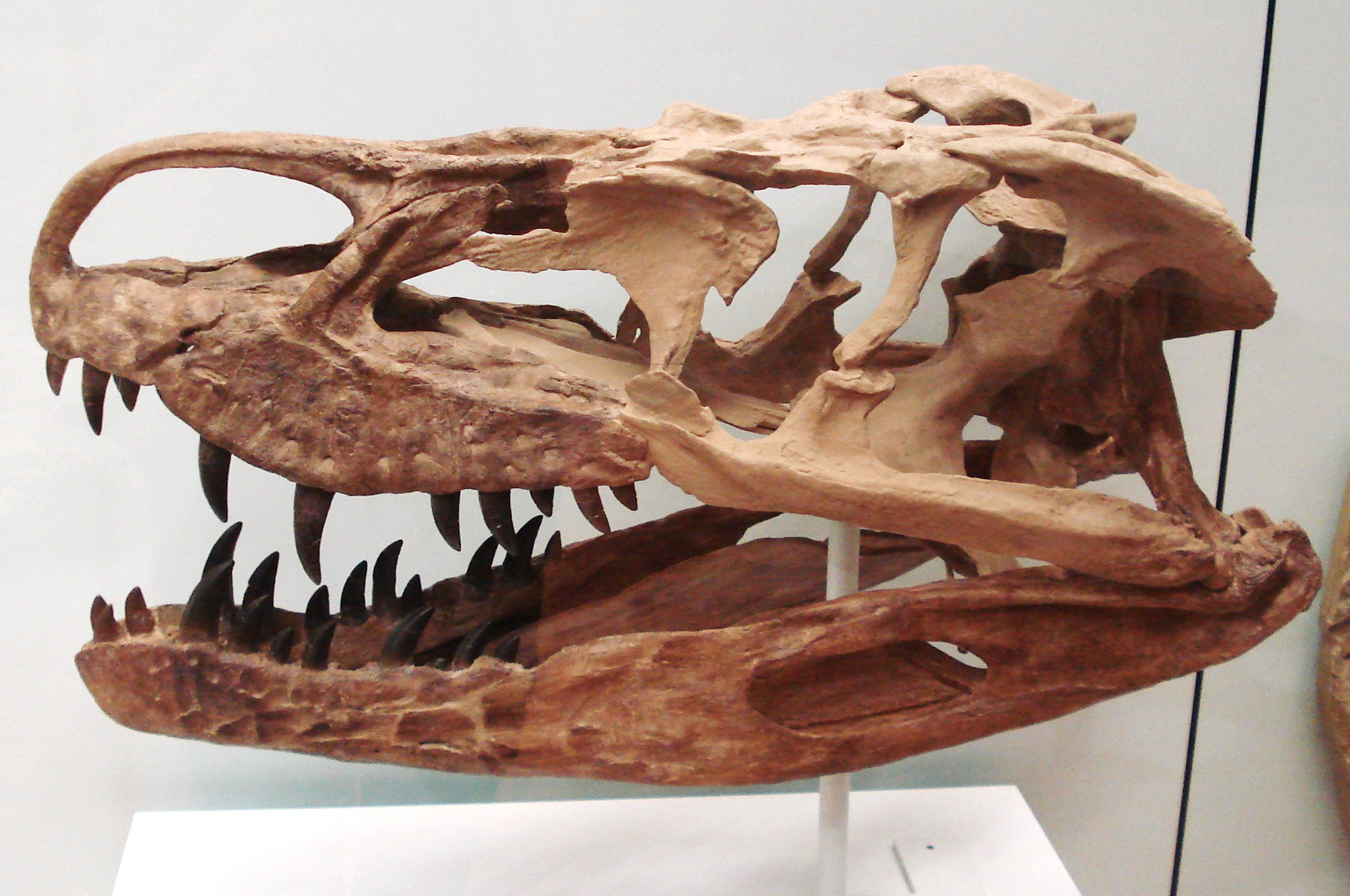
撕蛙鱷的頭顱骨，也位於斯圖加特

撕蛙鱷是種體型粗壯、大型、四足爬行動物，身長估計約6公尺。與其他副鳄形类相比，撕蛙鱷的最大特徵是背部有兩排小型、平坦鱗甲，沿者背部中線排列。這些鱗甲是從鱗片形成的皮內成骨（Osteoderms）。這些鱗甲平坦、呈葉狀，從頸部排列到身體，再排列到尾巴末端、逐漸縮小。撕蛙鱷的尾巴下側也覆蓋者小型鱗甲，如同鐵沁鱷。如此之外，身體兩側、腹部、四肢也附蓋者鱗甲。
如同其他副鳄形类，撕蛙鱷的四肢採直立步態。前肢長度較短，大約是後肢長度的70%，因此撕蛙鱷的臀部位置較高。撕蛙鱷的手掌、腳掌部位化石保存狀態差，只有發現第五蹠骨，該蹠骨外形成鉤狀。研究人員推測，撕蛙鱷的前肢有四指，而後肢有五趾。
撕蛙鱷的頭部高而狹窄，頭顱骨長約40到50公分頭顱骨共有五對洞孔，最前方是鼻孔，中間是一對眶前孔（Antorbital fenestrae），之後是眼眶，最後方是兩對颞颥孔（Temporal fenestrae）。頭部後段的兩對颞颥孔，有助於減輕頭顱骨重量，並使下頜肌肉附著，因此嘴巴可以張開更大。鼻孔與眼眶之間有一對眶前孔，下頜後段有一對小洞孔，這些是主龍類的典型特徵
撕蛙鱷的頜部有銳利牙齒，牙齒側向扁平，各部位牙齒的形狀、大小不一致，因此撕蛙鱷屬於異型齒動物。前上頜骨牙齒修長，上頜骨牙齒後緣筆直。上頜共有30顆牙齒，每塊前上頜骨有4顆牙齒，每塊上頜骨有11顆；下頜則共有22顆牙齒。

## 發現歷史與命名

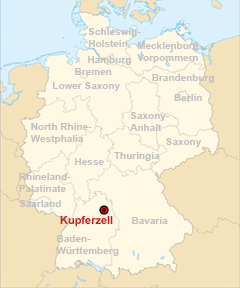
撕蛙鱷的最初化石發現地－庫普弗采爾（Kupferzell）

在1977年，化石收集家Johann G. Wegele在德國南部巴登－符騰堡的庫普弗采爾發現一些化石，該地屬於埃爾福特組（Erfurt Formation），地質年代相當於拉丁尼階晚期。鄰近的施韋比施哈爾、克賴爾斯海姆（Crailsheim）也有發現撕蛙鱷的化石。在施韋比施哈爾發現兩個保存良好的撕蛙鱷化石，編號MHI 1895標本包含脊椎、肋骨，編號SMNS 90018標本則包含前肢、後肢。
自從發現以後，這些化石沒有經過正式研究，古生物學界多稱呼這些化石為「庫普弗采爾發現的勞氏鱷科」。在1999年，化石被發現後的第22年，古生物學家大衛·高爾（David J. Gower）將這些化石作命名研究。模式種是庫普弗采爾撕蛙鱷（B. kupferzellensis），屬名是由古希臘文的青蛙「batrachos/βάτραχος」與撕裂「tome/τομή」構成，因為化石發現處以前是沼澤地帶，撕蛙鱷被推測會以蝦蟆螈等大型兩棲動物為食；種名則是以化石發現地的庫普弗采爾為名。
正模標本（編號SMNS 52970）是其中最大型標本，是在1977年發現的化石，包含：不完整的頭顱骨、身體骨骼。在2002年發現的編號SMNS 80260標本，是一個腦殼，有助於古生物學界瞭解勞氏鱷目的演化關係。在2009年，大衛·高爾、Rainer R. Schoch重新整理、研究撕蛙鱷的化石，並公布詳細的撕蛙鱷研究。

## 分類
撕蛙鱷目前屬於副鳄形类的迅猛鱷科。在1996年，美國古生物學家阿爾弗雷德·羅默（Alfred Romer）建立迅猛鱷科，迅猛鱷科是一群三疊紀的肉食性主龍類，體型從中型到大型，四肢採取直立步態，頭顱骨大而狹長，具有大型眶前孔。迅猛鱷科經常包含以下屬：模式屬迅猛鱷、蜥鱷、卡拉穆魯鱷（Karamuru）。勞氏鱷目本身則是個並系群，包含多群三疊紀的伪鳄类。
在1993年，北伊利諾伊大學古生物學家J. Michael Parrish提出這些庫普弗采爾化石（當時還沒被命名）屬於勞氏鱷科，並是勞氏鱷屬的一個種；勞氏鱷科是副鳄形类的另一個演化支，也是群大型、四足、肉食性主龍類。根據2002年發現的腦殼化石，麥可·班頓（Michael J. Benton）與艾力克·沃克（Alick Walker）提出三疊紀主龍類的親緣分支分類法研究，發現撕蛙鱷與迅猛鱷的親緣關係較接近，因此將撕蛙鱷改歸類於迅猛鱷科。

## 古生態學
從1977年開始，德國巴登－符騰堡發現大量的脊椎動物化石，這個地區在三疊紀中期應該是氣候潮濕地區。除了撕蛙鱷以外，該地區還發現許多魚類、兩棲動物、海生爬行動物化石。大型兩棲動物包含蝦蟆螈、異螈（Gerrothorax），海生爬行動物則包含幻龍目、長頸龍。當地的植物化石則有：木賊屬、蕨類植物、蘇鐵、松柏，顯示該地區有豐富的植被

## 外部連結
- （英文） Batrachotomus at palaeos.com.
- （德文） Der "Lurchenschlächter" Batrachotomus （页面存档备份，存于） at bestiarium.kryptozoologie.net.